# Aenictus fuscovarius
Aenictus fuscovarius är en myrart som beskrevs av Gerstaecker 1859. Aenictus fuscovarius ingår i släktet Aenictus och familjen myror.

## Underarter
Arten delas in i följande underarter:
- A. f. fuscovarius
- A. f. laetior
- A. f. magrettii
- A. f. sagittarius